# K (ミュージシャン)
K（ケイ、1976年2月6日- 2014年5月19日）は、日本のギタリスト、シンセシスト、DTPデザイナー。神奈川県出身。通称Wild Beast。

## 略歴
10代の頃、大谷令文に師事。その後、美勇士のサポートメンバーを経て、自身のバンドGRAND ZEROを結成、当時の芸名は「建（たける）」。アニメ『ガンフロンティア』のオープニングテーマ「Style」など、演奏者として活動する。
2004年11月28日にGRAND ZEROを解散後、12月にManaを中心としたソロプロジェクト音楽ユニットMoi dix Moisにサポートメンバーとして参加。並行してkng名義でUKロックバンド刺四に2008年7月より加入し、東京を中心に、ロンドンなどでのライブ活動も行っていたが、2011年11月11日に脱退。2012年よりArt Cubeにサポートギターとして参加。同名義でDTPデザイナーとしても活動した。
2014年5月19日急逝。自宅で亡くなっている現場を家族に発見された。

## 人物
Manaがメディア等の露出時は、「本人は喋らない」という設定のため、通訳としての役割を果たしている。
漫画家柴田亜美のもとで、デザイナー兼アシスタントとしての経歴をもち、Manaの持つブランドであるMoi-même-moitié（モワ・メーム・モワティエ）のデザインの経験もある。